# Peter Cormack
Peter Barr Cormack (* 17. Juli 1946 in Edinburgh; † 10. Oktober 2024 in Leith) war ein schottischer Fußballspieler, der u. a. in den 1970er Jahren beim FC Liverpool spielte.

## Spielerkarriere

### Hibernian Edinburgh (1963–1970)
Peter Cormack begann seine Karriere 1963 beim schottischen Erstligisten Hibernian FC. Zwischen 1963 und 1970 bestritt er 182 Ligaspiele für seinen Heimatverein und erzielte dabei 75 Tore. Einen Titelgewinn konnte er in diesen Jahren mit seiner Mannschaft nicht erreichen. 1969 erreichte er mit Hibernian das Finale des Scottish League Cup, scheiterte dort jedoch deutlich mit 2:6 an Celtic Glasgow.

### Nottingham Forest (1970–1972)
Im März 1970 wechselte er für £80,000 zum englischen Erstligisten Nottingham Forest in die Football League First Division 1969/70. Die von Matt Gillies trainierte Mannschaft beendete die Saison lediglich im unteren Tabellendrittel und verlor zudem mit Henry Newton, Bob McKinlay und Terry Hennessey wichtige Spieler. Nach Platz 16. in der Saison 1970/71 stieg Forest nach 15 Jahren Erstklassigkeit als Tabellenvorletzter aus der First Division 1971/72 ab.

### FC Liverpool (1972–1976)
Cormack trat den Gang in die Second Division nicht an, sondern wechselte für £110,000 zum FC Liverpool. Bereits in seiner ersten Saison in Liverpool gewann die von Bill Shankly trainierte Mannschaft die Meisterschaft in der Football League First Division 1972/73. Peter Cormack erzielte 8 Tore in 30 Ligaspielen und holte zudem mit seinen Mitspielern Kevin Keegan, Larry Lloyd und Emlyn Hughes den Titel im UEFA-Pokal 1972/73. Im Finale wurde nach zwei Spielen Borussia Mönchengladbach mit 3:0 und 0:2 bezwungen. In der Saison 1973/74 folgte ein weiterer Titel im FA Cup 1973/74 durch ein 3:0-Finalsieg über Newcastle United. Seine letzte Saison für Liverpool wurde noch einmal sehr erfolgreich, Peter Cormack (17 Spiele/1 Tor) sicherte sich seinen zweiten Meistertitel in der First Division 1975/76 und den zweiten Titel im UEFA-Pokal 1975/76. In den beiden Finalpartien gegen den FC Brügge (3:2 und 1:1) kam Cormack jedoch nicht zum Einsatz, da er sich im Oktober 1975 schwer verletzt hatte und für den Rest der Saison ausfiel. Er verlor in der Folge seinen Stammplatz im Mittelfeld und wechselte im November 1976 für £50,000 zu Bristol City.

### Bristol City (1976–1980)
Der Verein aus Bristol war im Vorjahr erstmals seit über 60 Jahren in die erste Liga aufgestiegen und sicherte sich in der Football League First Division 1976/77 als 18. knapp den Klassenerhalt. 1978 gewann er mit City den Titel im Anglo-Scottish Cup mit 2:1 und 1:1 gegen den FC St. Mirren. In der Saison 1979/80 stieg Cormack zum zweiten Mal in seiner Karriere aus der First Division ab und kehrte in der Folge zu seinem Heimatverein Hibernian Edinburgh zurück. Seine Karriere als Spieler beendete er schließlich bei den Partick Thistle, wo er anschließend Trainer wurde. Als Trainer trainierte er Mannschaften in Zypern und Botswana, wo er auch die Nationalmannschaft trainierte. Nach verschiedenen Stationen als Trainer bei englischen und schottischen Mannschaften beendete er seine Karriere als Trainer beim FC Greenock Morton im März 2002.

### Schottische Nationalmannschaft (1966–1971)
Zwischen 1966 und 1971 bestritt Peter Cormack 9 Länderspiele für Schottland. Am 25. Juni 1966 bestritt er in der von John Prentice trainierten Nationalmannschaft sein erstes Länderspiel beim 1:1 gegen Brasilien. Sein neuntes und letztes Länderspiel fand am 1. Dezember 1971 bei einer 1:2-Niederlage gegen die Niederlande statt. Für die Fußball-Weltmeisterschaft 1974 in Deutschland wurde er in den Kader der schottischen Nationalmannschaft 1974 berufen, kam jedoch zu keinem Einsatz.

## Tod
Cormack starb am 10. Oktober 2024, im Alter von 78 Jahren. 2019 hatte seine Familie öffentlich bekannt gegeben, dass Cormack an Alzheimer erkrankt ist.

## Titel und Erfolge
- Englischer Meister: 1973 und 1976
- Englischer Pokalsieger: 1974
- UEFA-Pokal-Sieger: 1973 und 1976
- Charity-Shield-Sieger: 1974 und 1976
- Anglo-Scottish-Cup-Sieger: 1978